# Лейк (округ, Колорадо)
Лейк (англ. Lake County) — округ в штате Колорадо, США. Является местом расположения наивысшей точки штата над уровнем моря.

## Описание

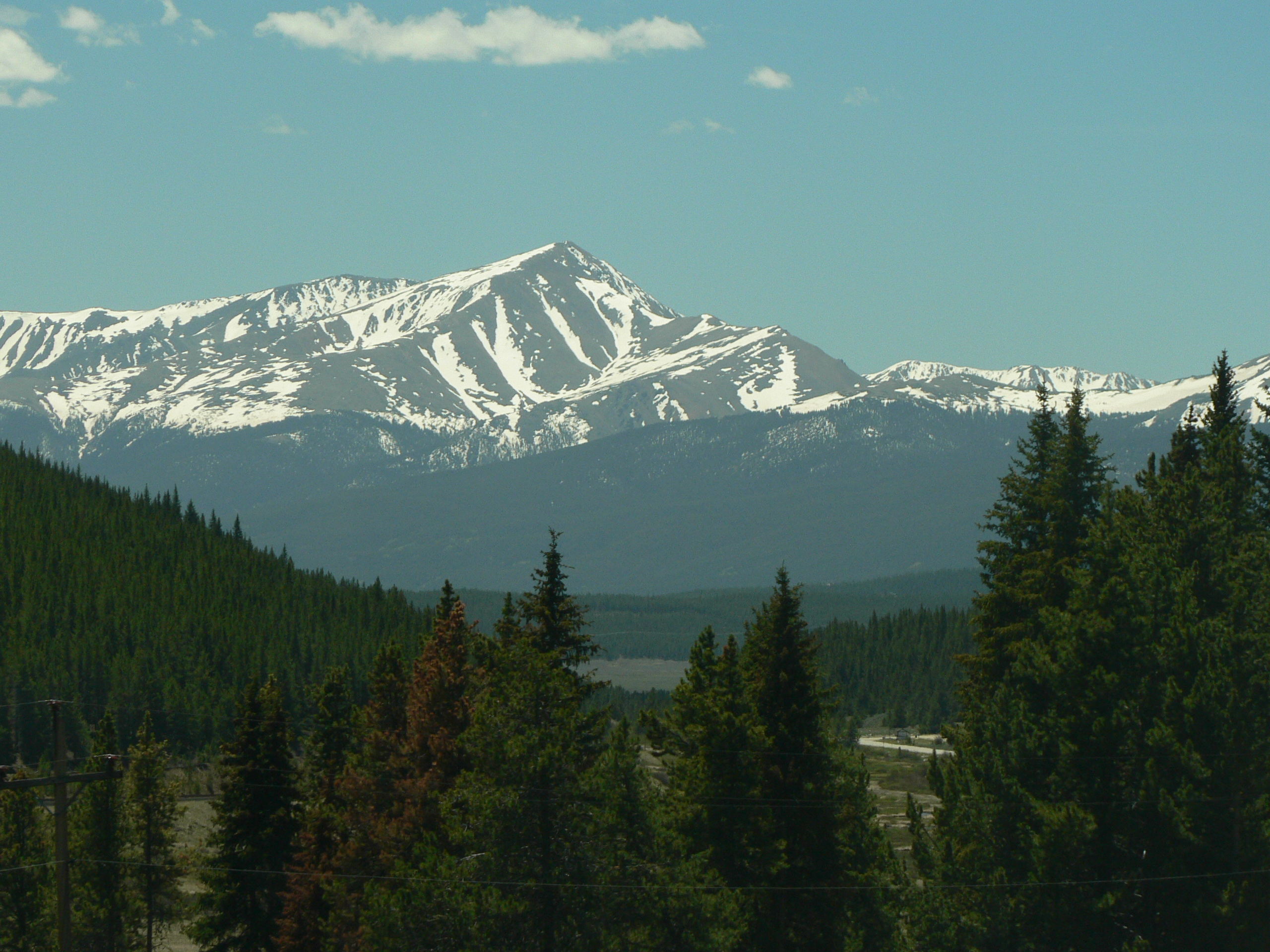
В округе Лейк находится наивысшая точка Колорадо и Скалистых гор — гора Элберт (4401 метр).

Округ расположен в центральной части штата. Назван в честь озёр Туин-Лейкс, расположенных на территории округа. Столица и крупнейший город округа — Ледвилл, в котором проживает около 36% населения Лейка. Открытые водные пространства занимают 18 км², что составляет 1,8% от общей площади округа в 994 км². На территории округа находится высшая точка Колорадо и Скалистых гор — гора Элберт (4401 метр).

## История
Округ Лейк, один из 17 «первоначальных», был образован 1 ноября 1861 года и занимал тогда почти четверть площади штата, располагаясь в его западной и юго-западной части. После многочисленных дроблений ныне Лейк является одним из самых маленьких округов штата (61-е место из 64).

## Демография
Население
- 1870 год — 522 жителя
- 1880 — 23 569
- 1890 — 14 603
- 1900 — 18 054
- 1910 — 10 600
- 1920 — 6630
- 1930 — 4899
- 1940 — 6833
- 1950 — 8600
- 1960 — 7101
- 1970 — 8318
- 1980 — 7491
- 1990 — 6007
- 2000 — 7102
- 2010 — 7310[4]
- 2011 — 7427[4]

Расовый состав
- белые — 77,6%
- афроамериканцы — 0,2%
- коренные американцы — 1,3%
- азиаты — 0,3%
- уроженцы Океании или Гавайев — 0,1%
- прочие расы — 17,9%
- две и более расы — 2,6%
- латиноамериканцы (любой расы) — 36,1%

## Достопримечательности

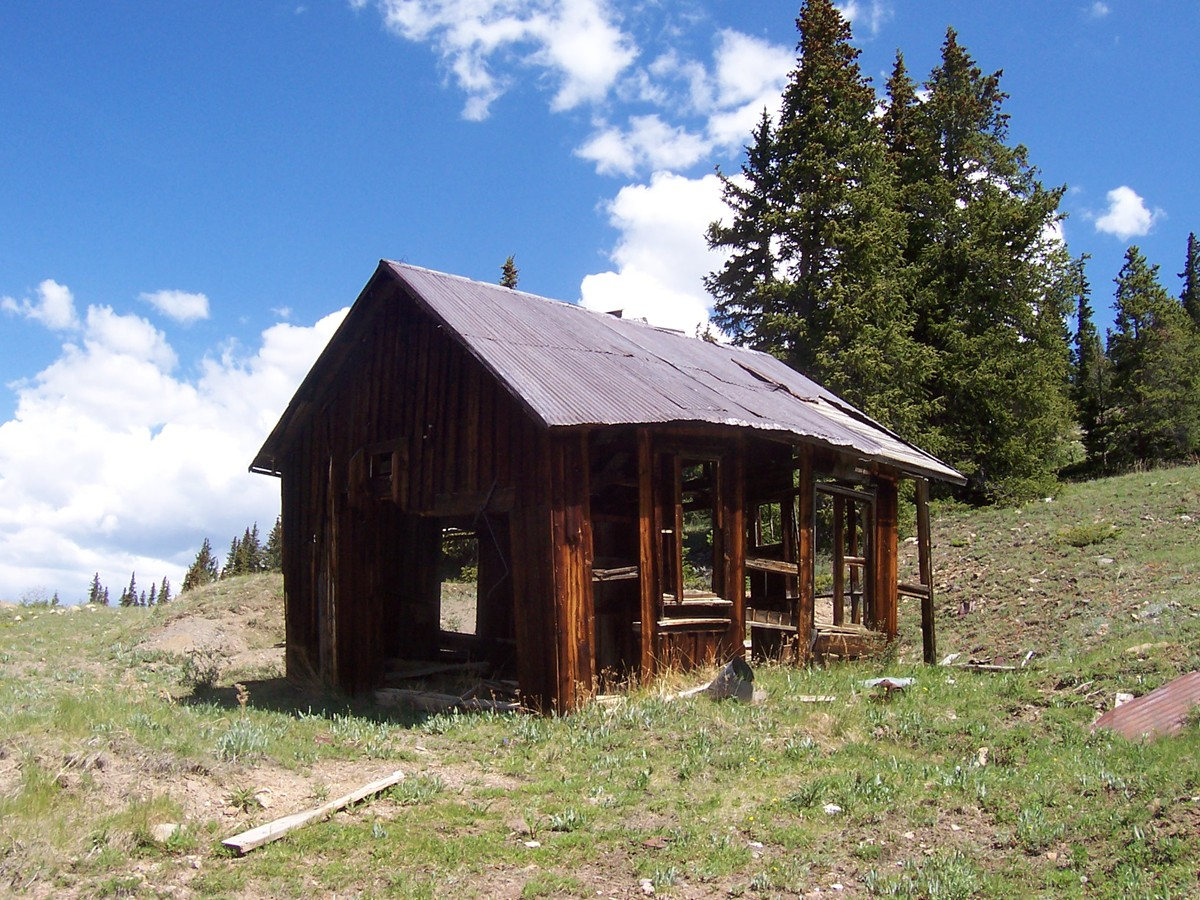
Разрушающийся дом в городе-призраке Стамптаун

- Национальный лес Сан-Исабель (англ. San Isabel National Forest) (частично на территории округа)
- Американская тропа открытий (англ. American Discovery Trail) (частично)
- англ. Continental Divide Trail (частично)
- Гора Демократ (частично)